# Lunara

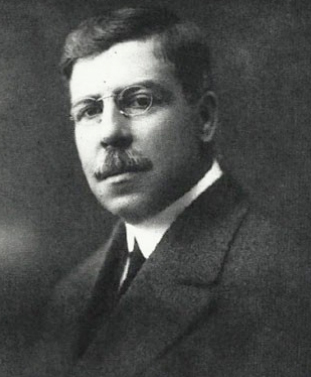
Lunara

Luiz do Nascimento Ramos, mais conhecido como Lunara (Porto Alegre, 1864 — 1937) foi um comerciante, jornalista e fotógrafo brasileiro, um dos principais nomes da fotografia no estado do Rio Grande do Sul entre o fim do século XIX e o início do século XX.

## Biografia
Iniciou sua vida pública muito jovem. Em 1883 já fazia parte da comissão editorial do jornal O Athleta, vinculado ao Club Caixeiral, onde publicou artigos e crônicas sob os pseudônimos Sancho e Bilú, versando sobre aspectos do cotidiano, ora carregados de crítica e humor, ora de poesia. Em 1896 associou-se a Adwaldo Franco e abriu a firma de importações Franco, Ramos & Cia., e também trabalhava como contabilista em outras empresas.
Teve sucesso como empresário; em 1901 era diretor da influente Associação Comercial, reeleito em 1905, em 1904 era membro do Conselho Fiscal da companhia de seguros Phenix, e no mesmo ano foi eleito para o Conselho Fiscal do Club Caixeiral.
Seu envolvimento com a fotografia se deu na qualidade de amador. Os primeiros registros de sua atividade neste campo são do fim da década de 1890, assinando suas produções como Lunara. Ingressou no primeiro fotoclube da cidade, o Photo Club Helios, fundado em 1907. Fez exposições e publicou obras na Revista Kodak, na revista Máscara, na Revista da Semana e nas francesas Photo-Gazette e La Revue Photographie.
Foi casado com Maria Isabel Borges, deixando os filhos Áureo e Zaida.

## Obra

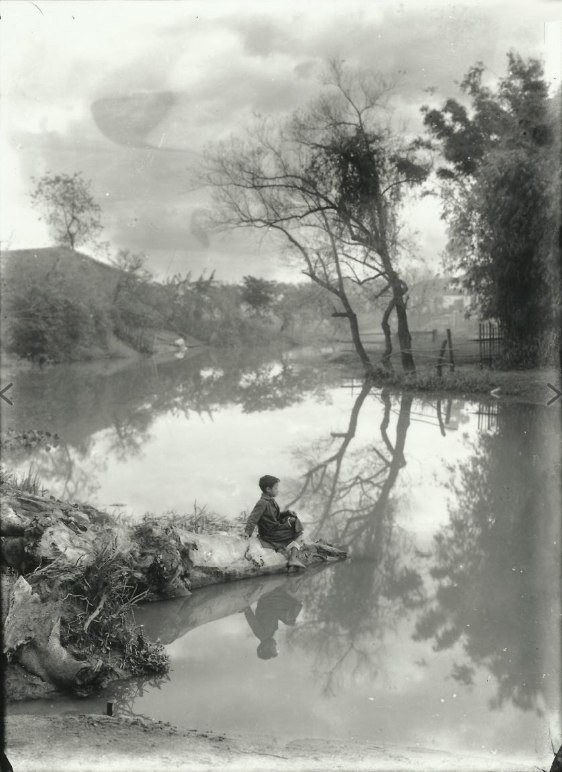
O Lago

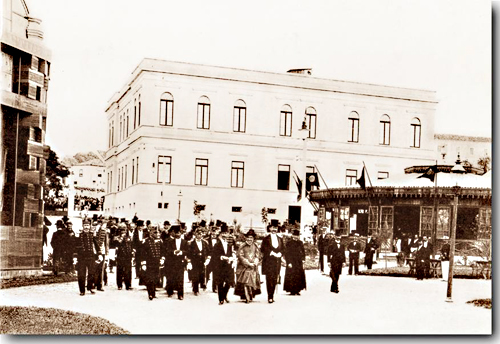
Abertura da Exposição Agropecuária e Industrial

São conhecidas 75 imagens de sua autoria. Abordava cenas urbanas, observando as transformações da cidade e sua modernização, e também ambientes suburbanos e rurais, com uma ênfase nas paisagens e nos tipos humanos característicos, mas pouca atenção deu ao retrato propriamente dito, embora o gênero estivesse muito na moda. Foi influenciado pela obra de pintores como Pedro Weingärtner, de quem era amigo, percorrendo com ele cenários sugestivos nos arredores de Porto Alegre.
Outra influência em sua atividade foi o movimento fotoclubista, que buscava se afastar das práticas da fotografia profissional e ressaltar as possibilidades narrativas e interpretativas da realidade captada, e embora tenha se aproximado do movimento pictorialista da fotografia, ao contrário deste não manipulava as imagens a posteriori com retoques para dar-lhes um caráter mais pictórico, nem pretendeu equiparar a fotografia à pintura como os primeiros pictorialistas, mantendo a imagem tal qual foi captada e contribuindo para a legitimação da fotografia como uma arte autônoma.
Participou de várias exposições e no início do século XX já tinha diversos prêmios em sua bagagem, incluindo a medalha de ouro na Mostra Grupal de Artes Plásticas promovida pela Gazeta do Comércio, e o prêmio da revista La Revue de Photographie, pela fotografia O Lago. Em torno de 1900 publicou o importante álbum Vistas de Porto Alegre. Em 1901 documentou a Exposição Agropecuária e Industrial, resultando em um outro álbum, e participou do júri da seção de Artes Plásticas. Foi elogiado por críticos como Athos Damasceno, Pinto da Rocha e Arquimedes Fortini como sendo um verdadeiro artista.
Sua produção fotográfica foi esquecida depois da sua morte, sendo redescoberta em 1976 pela jornalista e fotógrafa Eneida Serrano. Três anos depois ela organizou uma retrospectiva no Museu da Comunicação e em 2001 reuniu a produção no livro Lunara Amador 1900. Desde então sua obra vem sendo objeto de diversos trabalhos acadêmicos. Em 2001 vinte fotos suas foram expostas na 11ª Bienal de Artes Visuais do Mercosul. Seu nome batiza a Galeria Lunara do centro cultural Usina do Gasômetro.
Segundo Boris Kossoy, "talvez o mais conhecido fotógrafo amador do Rio Grande do Sul no fim do século XIX e nas primeiras décadas do século XX, [...] tinha como principal motivo de inspiração cenas campestres, riachos, caminhos e casebres emoldurados pela natureza e também o elemento humano em atitudes posadas. [...] Lunara deixa transparecer em suas produções a influência pictorialista que marcou acentuadamente a fotografia amadorística dos salões praticada em todo o mundo". Para Denise Stumvoll, Lunara é "uma peça importante nos quebra-cabeças da história entre arte e fotografia, pelo menos em nível local. [...] No processo de conformação do sujeito moderno, escutamos o ressoar de uma narrativa poética nas imagens de Lunara, como no 'olhar a história a contrapelo', de Walter Benjamin, estando aí a sua força e o seu enigma, pois a fotografia era um campo da linguagem artística incipiente. [...] Ele pôde experimentá-la como um campo aberto em diálogo constante com outras linguagens artísticas, como a pintura e até mesmo a escrita poética".